# David Rumelhart
David Everett Rumelhart (1942-2011) fue un destacado psicólogo y científico cognitivo estadounidense, conocido principalmente por sus contribuciones a la teoría de redes neuronales y su papel en el desarrollo de modelos de procesa- miento de información en la mente humana. Rumelhart nació el 12 de junio de 1942 en Wessington Springs, Dakota del Sur, y falleció el 13 de marzo de 2011 en Chelsea, Míchigan, tras una larga lucha contra la enfermedad de Pick, una forma de demencia degenerativa (Schwartz, 2011).

## Educación y carrera temprana
Rumelhart comenzó su formación académica en la Universidad de Dakota del Sur, donde obtuvo su licenciatura en 1963. Posteriormente, completó su doctorado en Psicología Matemática en la Universidad de Stanford en 1967, donde empezó a interesarse en el estudio del pensamiento humano y los modelos matemáticos para representarlo. Tras obtener su doctorado, Rumelhart comenzó a trabajar en la Universidad de California, San Diego, donde realizó una gran parte de sus investigaciones iniciales. Fue en esta universidad donde desarrolló sus primeras teorías sobre el procesamiento de información en la cognición humana, especialmente en el reconocimiento de patrones y la memoria (Rumelhart, 1975). 

## Teoría de Procesamiento Paralelo Distribuido (PDP)
Rumelhart es especialmente reconocido por ser uno de los pioneros de la teoría de Procesamiento Paralelo Distribuido (PDP, por sus siglas en inglés), desarrollada en la década de 1980 junto con James McClelland y el grupo de investigación de la Universidad de California, San Diego. La teoría PDP propone que la cognición humana no sigue un proceso lineal de transmisión de información, sino que la información es procesada en paralelo en múltiples nodos de una red, de manera similar al funcionamiento de las redes neuronales en el cerebro (Rumelhart & McClelland, 1986).
Esta teoría se plasmó en su obra más influyente, Parallel Distributed Processing: Explorations in the Microstructure of Cognition (Rumelhart & McClelland, 1986), en la cual describe cómo los patrones de activación en redes neuronales pueden representar conceptos y estructuras complejas de conocimiento. Este enfoque revolucionó el campo de la psicología cognitiva, ya que proponía un nuevo modelo para explicar el aprendizaje, la memoria y el reconocimiento de patrones, alejándose de las teorías de procesamiento secuencial que habían dominado el campo durante décadas.

## Algoritmo de Retropropagación
Una de las contribuciones más influyentes de Rumelhart fue su trabajo en el desarrollo del algoritmo de retropropagación, que describe cómo una red neuronal ajusta los pesos de sus conexiones para minimizar el error de salida. Este algoritmo, publicado en 1986 en colaboración con McClelland y Geoffrey Hinton, es considerado uno de los pilares de las redes neuronales modernas. La retropropagación permitió que las redes neuronales multilayered pudieran aprender patrones complejos mediante el ajuste iterativo de pesos, marcando un antes y un después en el campo de la inteligencia artificial (Rumelhart, Hinton, & Williams, 1986).

## Contribuciones en otras áreas
Además de sus trabajos en redes neuronales y procesamiento paralelo, Rumelhart también realizó importantes contribuciones en el campo de la psicología cognitiva aplicada. Estudió el procesamiento del lenguaje natural y propuso modelos para la comprensión de la memoria humana, explorando cómo los esquemas mentales y las estructuras de conocimiento influyen en la forma en que las personas comprenden y recuerdan la información. Estos modelos de esquemas, como se ven en su obra *Schemata: The Building Blocks of Cognition*, propusieron que la mente organiza la información en estructuras predefinidas que ayudan a simplificar la interpretación del mundo (Rumelhart, 1980).

## Reconocimientos y legado
Rumelhart recibió numerosos premios y honores a lo largo de su carrera, destacando el Premio a la Contribución Científica Distinguida de la American Psychological Association en 1987 y el Premio a la Contribución Sobresaliente en Psicología Cognitiva de la Cognitive Science Society. En 2001, la Cognitive Science Society estableció el Premio David E. Rumelhart para reconocer contribuciones significativas al entendimiento de los procesos cognitivos, en honor a su legado.
El trabajo de Rumelhart sigue siendo una referencia en las áreas de inteligencia artificial, redes neuronales y psicología cognitiva. Su enfoque en el procesamiento paralelo distribuido y el aprendizaje mediante redes neuronales ha sido fundamental en la evolución de la inteligencia artificial moderna, particularmente en el desarrollo de redes neuronales profundas y algoritmos de aprendizaje automático.